# منینگ (کانزاس)
منینگ (به انگلیسی: Manning) یک منطقهٔ مسکونی در ایالات متحده آمریکا است که در شهرستان اسکات، کانزاس واقع شده‌است. منینگ ۹۵۵٫۸۶ متر بالاتر از سطح دریا واقع شده‌است.